# Platypalpus msingi
Platypalpus msingi är en tvåvingeart som beskrevs av Smith 1967. Platypalpus msingi ingår i släktet Platypalpus och familjen puckeldansflugor.
Artens utbredningsområde är Tanzania. Inga underarter finns listade i Catalogue of Life.